# Sông Lô (huyện cũ)
Sông Lô là một huyện cũ thuộc tỉnh Vĩnh Phú.
Huyện được thành lập từ ngày 5 tháng 7 năm 1977 trên cơ sở hợp nhất 3 huyện Đoan Hùng, Thanh Ba, Hạ Hòa, 7 xã: Minh Phú, Tiên Phú, Trạm Thán, Chân Mộng, Vụ Quang, Liên Hoa, Phú Mỹ của huyện Phù Ninh. Riêng xã Thanh Minh của huyện Thanh Ba nhập vào thị xã Phú Thọ.
Phía Bắc giáp huyện Yên Sơn của tỉnh Hà Tuyên, huyện Yên Bình và thị xã Yên Bái của tỉnh Hoàng Liên Sơn, phía Nam giáp thị xã Phú Thọ và huyện Phong Châu, phía Tây giáp huyện Sông Thao.
Đơn vị hành chính của huyện Sông Lô gồm 2 thị trấn nông trường Vân Hùng, Vân Lĩnh và 80 xã: Ấm Hạ, Ấm Thượng, Bằng Doãn, Bằng Luân, Cáo Điền, Chân Mộng, Chí Đám, Chí Tiên, Chính Công, Đại An, Đại Nghĩa, Đại Phạm, Đan Hà, Đan Thượng, Đào Giã, Đỗ Sơn, Đỗ Xuyên, Đông Khê, Đông Lĩnh, Đông Thành, Đông Xuân, Gia Điền, Hà Lương, Hanh Cù, Hậu Bổng, Hoàng Cương, Hùng Long, Hùng Quan, Hương Xạ, Hữu Đô, Khải Xuân, Lang Sơn, Liên Hòa, Liên Phương, Lệnh Khanh, Lương Lỗ, Mai Tùng, Mạn Lạn, Minh Hạc, Minh Lương, Minh Phú, Minh Tiến, Năng Yên, Nghinh Xuyên, Ngọc Quán, Ninh Dân, Phong Phú, Phụ Khánh, Phú Mỹ, Phú Thứ, Phúc Lai, Phương Lĩnh, Phương Trung, Phương Viên, Quảng Nạp, Quế Lâm, Sóc Đăng, Sơn Cương, Tây Cốc, Thái Ninh, Thanh Hà, Thanh Vân, Thanh Xá, Thọ Sơn, Tiên Phú, Tiêu Sơn, Trạm Thản, Vân Đồn, Vân Du, Vĩnh Chân, Vụ Cầu, Vũ Lao, Vụ Quang, Vũ Yển, Y Sơn, Yên Kiện, Yên Kỳ, Yên Luật, Yên Nội, Yển Khê.
Tháng 12 năm 1980, huyện Sông Lô được tách thành hai huyện là Đoan Hùng và Thanh Hòa; cùng lúc đó, 4 xã Trạm Thản, Tiên Phú, Liên Hòa và Phú Mỹ được trả về huyện Phong Châu
- Huyện Đoan Hùng có thị trấn nông trường Vân Hùng và 27 xã: Bằng Doãn, Bằng Luân, Chân Mộng, Chí Đám, Đại Nghĩa, Đông Khê, Hùng Long, Hùng Quan, Hữu Đô, Minh Lương, Minh Phú, Minh Tiến, Nghinh Xuyên, Ngọc Quán, Phong Phú, Phú Thứ, Phúc Lai, Phương Trung, Quế Lâm, Sóc Đăng, Tây Cốc, Thọ Sơn, Tiêu Sơn, Vân Đồn, Vân Du, Vụ Quang, Yên Kiện.
- Huyện Thanh Hòa có thị trấn nông trường Vân Lĩnh và 49 xã: Ấm Hạ, Ấm Thượng, Cáo Điền, Chí Tiên, Chính Công, Đại An, Đại Phạm, Đan Hà, Đan Thượng, Đào Giã, Đỗ Sơn, Đỗ Xuyên, Đông Lĩnh, Đông Thành, Đông Xuân, Gia Điền, Hà Lương, Hanh Cù, Hậu Bổng, Hoàng Cương, Hương Xạ, Khải Xuân, Lang Sơn, Liên Phương, Lệnh Khanh, Lương Lỗ, Mai Tùng, Mạn Lạn, Minh Hạc, Năng Yên, Ninh Dân, Phụ Khánh, Phương Lĩnh, Phương Viên, Quảng Nạp, Sơn Cương, Thái Ninh, Thanh Hà, Thanh Vân, Thanh Xá, Vĩnh Chân, Vụ Cầu, Vũ Lao, Vũ Yển, Y Sơn, Yên Kỳ, Yên Luật, Yên Nội, Yển Khê.